# Парламентские выборы во Франции (1962)
Внеочередные парламентские выборы 1962 года во Франции состоялись 18 и 25 ноября после того, как президент Франции Шарль де Голль распустил парламент. На них было избранo вторoe Национальное собрание Пятой республики.

## Контекст выборов и их последствия
С 1959 года генерал де Голль стал проводить политику, направленную на самоуправление Алжира, что вызвало неприятие сторонников Французского Алжира. Франция столкнулась с атаками Секретной вооружённой организации, которая выступала против независимости Алжира. Однако, в марте 1962 переговоры с Фронтом национального освобождения Алжира завершились Эвианскими соглашениями, подтверждёнными референдумом во Франции.
Жорж Помпиду сменил Мишеля Дебре на посту премьер-министра. После антиевропейской декларации де Голля правоцентристские партии Народное республиканское движение и CNIP вышли из президентского большинства. 
22 августа было совершено покушение на де Голля, организованное Секретной вооружённой организацией, после которого он объявил о референдуме, предлагающем ввести всеобщие прямые выборы президента республики. Партии президентского большинства выступали за всеобщие выборы президента, остальные же партии сформировали коалицию против. Шарль де Голль выиграл референдум и распустил парламент.
После парламентских выборов левая оппозиция увеличила своё представительство в Национальном собрании, тогда как голоса правоцентристских избирателей отошли к голлистской партии. Жорж Помпиду вновь стал премьер-министром.

## Результаты

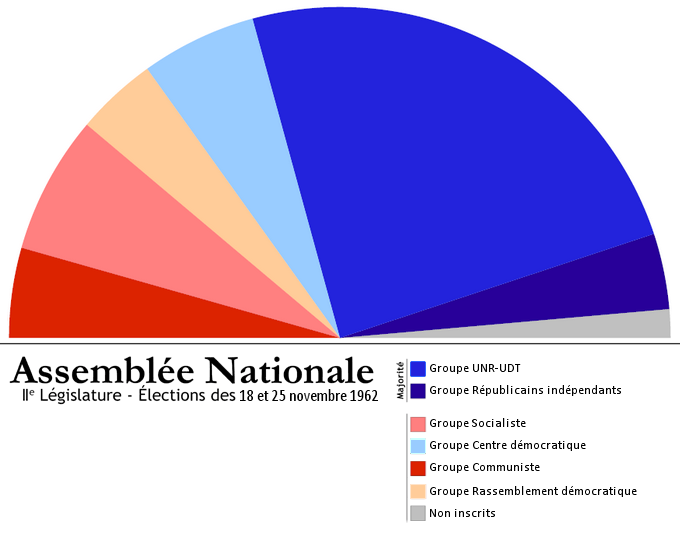
Распределение голосов по партиям.

| Партии и коалиции                            | Партии и коалиции | Сокр.    | Голоса     | %    | Места |
| -------------------------------------------- | --- | -------- | ---------- | ---- | ----- |
|                                              | Союз за Новую республику/Демократический трудовой союз (Union pour la nouvelle République/Union démocratique du travail) | UNR/ UDT | 5 855 744  | 31.9 | 229   |
|                                              | Народное республиканское движение (Mouvement républicain populaire)                                                      | MRP      | 1 665 695  | 9.1  | 36    |
|                                              | Национальный центр независимых и крестьян (Centre national des indépendants et paysans)                                  | CNIP     | 1 404 177  | 7.7  | 28    |
|                                              | Независимые республиканцы (Républicains indépendants)                                                                    | RI       | 1 089 348  | 5.9  | 20    |
|                                              | Всего правые ("Президентское большинство", MRP и CNIP)                                                                   |          | 10 014 964 | 54.6 | 313   |
|                                              | Французская коммунистическая партия (Parti communiste français)                                                          | PCF      | 4 003 553  | 21.8 | 41    |
|                                              | Французская секция Рабочего интернационала (Section française de l'Internationale ouvrière)                              | SFIO     | 2 298 729  | 12.5 | 65    |
|                                              | Радикальная партия (Parti radical)                                                                                       | PR       | 1 429 649  | 7.8  | 44    |
|                                              | Объединённая социалистическая партия (Parti socialiste unifié)                                                           | PSU      | 427 467    | 2.3  | 2     |
|                                              | Всего левые |          | 8 159 398  | 44.5 | 152   |
|                                              | Крайне-правые |          | 159 429    | 0.9  | -     |
|                                              | Всего |          | 18 33 791  | 100  | 465   |
| Не участвовало: 31.3% (тур 1); 27.9% (тур 2) | |          |            |      |       |